# مجموعه سرو بایو
مجموعه سرو بایو (به اسپانیایی: Complejo Cerro Bayo) یک آتشفشان در شیلی است که در بخش آنتوفاگاستا د لا سیرا واقع شده‌است. مجموعه سرو بایو ۵٬۴۰۱ متر بالاتر از سطح دریا واقع شده‌است.